# Cleo (namn)
För andra betydelser, se Cleo.

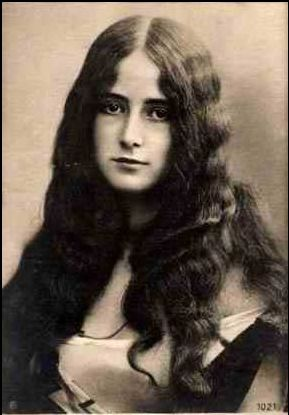
Cléo de Mérode

Cleo eller Cléo är ett grekiskt kvinnonamn som är bildat av ordet kleos som betyder ära, rykte. Det är en kortform av Cleopatra.
Den 31 december 2014 fanns det totalt 239 kvinnor folkbokförda i Sverige med namnet Cleo eller Cléo, varav 181 bar det som tilltalsnamn.

## Personer med namnet Cleo
- Cleo Jensen, dansk skådespelare
- Cleo King, amerikansk skådespelare
- Cléo de Mérode, fransk dansös